# Kaamel Salah-Eldin
Kaamel Salah-Eldin (* in Kairo) ist ein ägyptischer Cellist.
Salah-Eldin studierte am Konservatorium von Kairo bei Eldar Issakadze und Rasim Abdullayev. Er setzte seine Ausbildung ab 1980 bei Gerhard Mantel an der Hochschule für Musik und Darstellende Kunst in Frankfurt fort, wo er 1983 die künstlerische Reifeprüfung und 1985 das Konzertexamen ablegte. Außerdem besuchte er Meisterkurse von Daniil Schafran und Harvey Shapiro. 1983 war er Dozent bei den Internationalen Cello Sommer Studien in Victoria, Kanada.
Zwischen 1983 und 1985 war er Preisträger mehrerer internationaler Musikwettbewerbe. Im Jahr 1985 wurde er Mitglied des Frankfurter Opern- und Museumsorchesters, seit 1987 verbindet ihn eine enge Zusammenarbeit mit dem Bachorchester Mainz. Er trat außerdem mit verschiedenen Kammerorchestern in den USA, Kanada, Kuweit und Bahrein und als Solist u. a. mit dem Kairoer Symphonie-Orchester, dem Orchester der Hochschule für Musik und Darstellende Kunst in Frankfurt sowie dem Kammerorchester concerto grosso Frankfurt auf.